# Deportivo Liberación
El Club Deportivo Liberación es un club de fútbol de Paraguay de la ciudad de Liberación en el Departamento de San Pedro. Fue fundado en el año 2014 sobre la base de los clubes de la Liga Social, Cultural y Deportiva Liberación cuya selección obtuvo el derecho de competir por primera vez en la División Intermedia (Segunda División) del fútbol paraguayo, luego de coronarse campeona del Campeonato Nacional de Interligas 2013/14. Tras competir en la Segunda División por 4 años, en la temporada 2018 perdió la categoría por lo que desde el 2019 militará en la Tercera División.

## Historia

### Inicios como selección
A mediados del año 2011 fue creado el nuevo distrito de Liberación en el II Departamento de San Pedro, ante ello fue necesario la creación en el año 2012 de la Liga Social, Cultural y Deportiva Liberación que en su primera participación de un Campeonato Nacional de Interligas 2013/14 obtiene el título de campeón.
Con este título obtuvo la posibilidad de jugar la Copa San Isidro de Curuguaty ante el representante uruguayo de la liga de Tacuarembó. Copa que finalmente ganó.

### Accede a las competencias de la APF
Al ganar el Campeonato Nacional de Interligas 2013/14 obtuvo el ascenso a la División Intermedia (Segunda División), para la temporada 2015. Para actuar en esta categoría de la Asociación Paraguaya de Fútbol la Liga cambió su denominación a Club Deportivo Liberación en el año 2014.
En su primera participación en la División Intermedia en la temporada 2015, tuvo una muy buena campaña, terminó en el tercer puesto de la clasificación y llegó a la última fecha del campeonato con posibilidades matemáticas de ascender, pero finalmente quedó a 2 puntos del segundo cupo del ascenso.
En la temporada 2016 de la Segunda División el club terminó en el penúltimo lugar (15.º) de la tabla de posiciones, tras una muy mala campaña. Pero pudo mantener la categoría ya que en la tabla de promedios terminó en el 12.º lugar, principalmente gracias a los puntos acumulados en la temporada anterior.
En la temporada 2017 de la Segunda División el club terminó en el 5.º puesto de la tabla de posiciones y a mitad de tabla en el de promedios.
En la temporada 2018 de la Segunda División, pese a terminar en el 9.º puesto de la tabla de posiciones perdió la categoría en la última fecha del campeonato, pues terminó en el 14.º puesto en la tabla de promedios, por lo que desde la siguiente temporada deberá participar en la Tercera División, de nuevo en los campeonatos organizados por la Unión del Fútbol del Interior y como Liga. En la Copa Paraguay el club eliminó en la primera fase al club Deportivo Alto Paraguay (representante de la UFI), en la segunda fase cayó ante el club Nacional de la Primera División, pero por su buena campaña clasificó a octavos de final como uno de los mejores perdedores. Finalmente cayó eliminado en esa instancia contra el club Resistencia de su misma división.

## Presidentes
El primer presidente del club es el señor Aníbal Villalba.

## Estadio
El club juega de local en el Estadio Atanacio Villagra de la ciudad de Liberación, el estadio está en obras pero para la temporada 2017 el estadio fue habilitado con una capacidad inicial de 1500 espectadores, para la temporada 2018 el aforo del estadio con las graderías norte y oeste llegaron a unos 4500 espectadores, el proyecto apunta a una capacidad de 5000 personas.
En la temporada 2015 el club ejerció su localía en el Estadio Asteria Mendoza Vda. de Barrios de Choré. En la temporada 2016 ejerció de local en el estadio J. J. Vázquez de San Estanislao.

## Plantilla 2015
- Actualizada el 12 de agosto de 2015.

## Datos del club
- Temporadas en Segunda División: 4 (2015, 2016, 2017, 2018).

## Palmarés
- Como selección de la Liga Social, Cultural y Deportiva Liberación

### Torneos nacionales
| Torneos nacionales oficiales   | Torneos nacionales oficiales | Torneos nacionales oficiales |
| Competición                    | Títulos                      | Subcampeonatos               |
| ------------------------------ | ---------------------------- | ---------------------------- |
| Campeonato Nacional Interligas | 2013/14                      |                              |

### Torneos internacionales
| Torneos internacionales      | Torneos internacionales | Torneos internacionales |
| Competición                  | Títulos                 | Subcampeonatos          |
| ---------------------------- | ----------------------- | ----------------------- |
| Copa San Isidro de Curuguaty | 2014                    |                         |